# Descontrol
Descontrol: Desgracias con gracia es una serie de antología mexicana-colombo-estadounidense, producida por W Studios en colaboración con Lemon Studios a cargo de Patricio Wills para Televisa en 2018. Se estrenó el 7 de enero con doble capítulo. La serie relata cada historia donde el humor negro es el ingrediente principal. Es dirigida por David Ruiz, Carlos Bolado, Joe Rendón y Alejandro Lazcano.
El elenco protagónico está conformado por Carlos Espejel, Mariluz Bermúdez, Juan Vidal, Laisha Wilkins, Nuria Bages, Livia Brito, entre otros.
Las grabaciones iniciaron el 13 de noviembre de 2017 en Bogotá.
La serie volvió a ser transmitida por Vix a partir de 2023.

## Reparto
1. Romerito
- Carlos Espejel - Walter Romero "Romerito"
- Mariluz Bermúdez - Diana Parra
- Juan Vidal - Travis Anguiano
- Pablo Aztiazarán[5]
- Santiago Centeno
- Antonio Monroy
- Luis Fernando Zárate
- Moisés Cardez
- Isidro Vargas

2. Ringtone
- Laisha Wilkins - Teresa Vival
- Nuria Bages - Ernestina Durazne de Vival
- Mikael Lacko - Juan Vival
- Claudia Vega
- Ana Bekoa
- Moisés Suárez
- Rafa Simón
- Kevin Holt
- Eduardo Corona
- Roberto Tello
- María Elena Aguilar - Tracy Olea
- Antonio Arias
- Darío Palacio
- Eduardo Bravo
- Rodrigo Ostap

3: Call Center 
- Shalim Ortiz - José Alfredo Jiménez
- Luis Curiel - Marco
- Cristina Zulueta
- Ari Gallegos
- Ivana De María - Julia Conde
- Roger Cudney - Martho Alvera
- Adolfo Argudín
- Sebastián Moncayo
- Camila Acosta
- Luis Xavier
- Nuridia Briseño
- Any Baquero
- Jorge Badillo
- Lorenzo Davis

4. Wasabi
- Sara Corrales - Jennifer Castaño
- Nico Galán - Sebastian
- Victor Alfredo Jiménez
- Aarón Balderi
- Roberto Duarte
- Louis David Horné

5. Creta
- Marjorie de Sousa - Ariadna Morelos
- José María Galeano - Teo
- Rodrigo Vidal
- Andrés Zuno

6. Postre
- Harry Geithner - Sergio
- Ramiro Fumazoni - Alfredo
- Fabián Pizzorno
- Ceci Ponce
- Gema Garoa - Luciana
- Sofia de Llaca
- Patricio Fernández

7. Concierto de Despedida
- Marcela Carvajal - Paulina
- Giselle Blondet - Guadalupe
- Stephanie Salas - Sofía
- Martín Karpan
- Gustavo Ángel
- Andrés Ruiz

- Eduardo Santamarina - Emilio
- Alejandro Nones - Jorge
- Fabiola Guajardo - Paz

## Episodios
| N.º (serie) | N.º (temp.) | Título        | Director                 | Guionista                 | Emisión             |
| ----------- | ----------- | ------------- | ------------------------ | ------------------------- | ------------------- |
| 1           | 1           | «Romerito»    | Joe Rendón               | Marisel Lloberas          | 7 de enero de 2018  |
| 2           | 2           | «Ringtone»    | David Ruiz               | Luis Miguel Rivas Granada | 7 de enero de 2018  |
| 3           | 3           | «Call Center» | Carlos González Sariñana | Juan Carlos Aparicio      | 14 de enero de 2018 |
| 4           | 4           | «Wasabi»      | Alejandro Lozano         | Carlos Wasserman          | 14 de enero de 2018 |
| 5           | 5           | «Creta»       | Carlos González Sariñana | Carlos Wasserman          | 21 de enero de 2018 |